# Protobiont

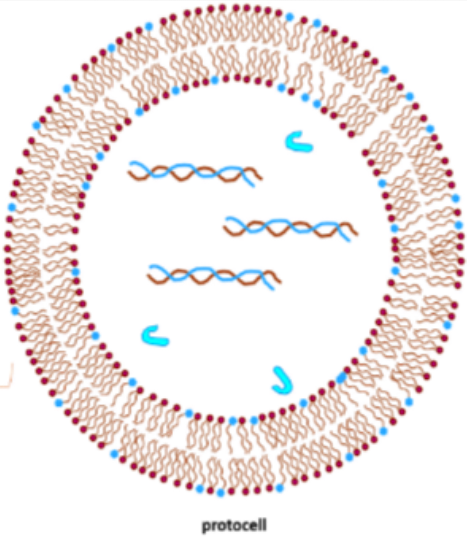
Representació d'un protobiont.

Un protobiont és un agregat de molècules orgàniques produït abiòticament. No és capaç de mantenir l'homeòstasi però pot mantenir un ambient químic intern.
S'ha suggerit que són un pas clau en l'origen de la vida a la Terra. Els experiments demostren que es poden formar espontàniament, p. ex. liposomes, que tenen una estructura de membrana semblant a la bicapa fosfolipídica de les cèl·lules.